# Vstalť jest této chvíle
Vstalť jest této chvíle je česká velikonoční píseň. Její text se poprvé objevuje ve sborníku Vyšehradské kapituly z 15. století. Tiskem vyšla poprvé v utrakvistickém kancionálu Václava Miřínského z roku 1522. Stal se součástí písňového fondu protestantských i katolických kancionálů. V době před liturgickou reformou druhého vatikánského koncilu bývalo zvykem na Bílou sobotu slavit tzv. průvod vzkříšení, kdy za zpěvu této písně kněz přenášel Nejsvětější Svátost z místa jejího dočasného uložení zpět do svatostánku hlavního oltáře.  
Píseň je pod číslem 408 vřazena v Jednotném kancionálu, kde je jí podložen nápěv, pocházející z Benešovského kancionálu z roku 1576.